# 野球ネパール代表
野球ネパール代表（やきゅうネパールだいひょう）は、ネパールにおける野球のナショナルチームである。

## 歴史
2011年の第1回南アジア野球選手権大会で初の国際大会出場を果たした。ネパール人初のプロ野球選手であるイッソー・タパ投手（関西独立リーグ・大阪ホークスドリーム所属）を擁したが3戦全敗に終わった。
2013年の第11回西アジアカップ出場。NPO法人「ネパール野球ラリグラスの会」の小林洋平理事長が監督を務めたが、銅メダルに一歩届かず敗戦。
2017年2月にパキスタン・イスラマバードで開催された第13回西アジアカップに出場。この大会でネパールは野球イラク代表に対してイッソー・タパが19三振を奪い、国際大会での初勝利を収めた。

## 国際大会

### 南アジア野球選手権大会
- 第1回南アジア野球選手権大会2011 - 4位(0勝3敗)

### アジアカップ
- 第11回西アジアカップ2013 - 4位(0勝3敗)
- 第13回西アジアカップ2017 - 4位(1勝3敗)
- 第14回西アジアカップ2019 - 6位(0勝3敗)

## 歴代監督・コーチ

### 歴代監督
- ビノド・パウデル（第1回南アジア野球選手権大会2011）
- 小林洋平（第11回西アジアカップ2013）
- ディパク・ネウパネ（第13回西アジアカップ2017）
- ジーバン・ケーシー（第14回西アジアカップ2019）

### 歴代コーチ
- 小林洋平
- アビシ・カリキ
- 鈴木秀利
- 西尾匠

## 主な歴代代表選手
- イッソー・タパ（大阪ホークスドリーム-06BULLS）